# 法蘭克斯 (伊利諾伊州)
法蘭克斯（英語：Franks）是位於美國伊利諾伊州迪卡爾布縣的一個非建制地區。該地的面積和人口皆未知。

## 地理
法蘭克斯的座標為41°42′39″N 88°40′47″W / 41.71083°N 88.67972°W，而該地的平均海拔高度為211米（即725英尺）。